# Rödingträsktjärnen
Rödingträsktjärnen är en sjö i Åsele kommun i Lappland och ingår i Lögdeälvens huvudavrinningsområde. Sjön har en area på 0,0356 kvadratkilometer och ligger 349 meter över havet. Vid provfiske har öring fångats i sjön.

## Delavrinningsområde
Rödingträsktjärnen ingår i det delavrinningsområde (711757-163514) som SMHI kallar för Utloppet av Rödingträsktjärnen. Medelhöjden är 393 meter över havet och ytan är 5,23 kvadratkilometer. Räknas de 4 avrinningsområdena uppströms in blir den ackumulerade arean 13,46 kvadratkilometer. Vattendraget som avvattnar avrinningsområdet har biflödesordning 3, vilket innebär att vattnet flödar genom totalt 3 vattendrag innan det når havet efter 118 kilometer. Avrinningsområdet består mestadels av skog (59 procent) och sankmarker (29 procent). Avrinningsområdet har 0,04 kvadratkilometer vattenytor vilket ger det en sjöprocent på 0,7 procent.